# Jana Ryšlinková
Jana Ryšlinková (* 10. května 1951 Praha) je česká matematička, vysokoškolská učitelka, politička a veřejně činná osoba.

## Studia a vzdělání
V 60. a 70. letech studovala matematiku v Čechách i v zahraničí, studium zakončila doktorskými tituly:
- 1967–1970 Lycée Claude Debussy, Francie – Baccalauréat, Mathematics/Natural Science
- 1970–1976 Univerzita Karlova Praha, fakulta matematiky a fyziky, RNDr., CSc.
- 1980–1981 Akademia Nauk, Leningrad – Mathematical logic
- 1978–1982 Akademie věd, Institut matematiky, postgraduální studium, titul PhDr.

Než se změnil politický režim v ČR, věnovala se plně vědě. a působila na těchto institucích:
- 1976–1978 ČVUT Praha, matematika – assistant professor
- 1984 Université de Limoges Francie
- 1981–1988 Akademie věd ČR, Institut matematiky, filozofie a sociálních věd – Research Fellow
- 1988–1989 University of Manchester, Velká Británie, profesorka matematiky

## Politika
V listopadu 1989 se zapojila do práce Občanského fóra. V únoru 1990 se stala jednou z prvních tiskových mluvčí tohoto hnutí. Měla na starosti zahraniční vztahy. Po listopadové revoluci nevstoupila do žádné politické strany, ale v politice se pohybovala. V letech 1990–91 pracovala pro ministra školství Petra Vopěnku jako poradce. Také zastávala místo poslankyně České Národní Rady v rozpočtovém výboru. V roce 2009 kandidovala do Evropského parlamentu za EDS. Při volbách do Evropského parlamentu v roce 2009 řekla:
„Já sama bych se ráda starala o vědu (alespoň některé velké vědecké projekty by naší zemi velmi slušely) a o kulturu (můžeme se stát evropským centrem kultury). A v nemenší míře bych chtěla pečovat o komunikaci mezi Prahou a Bruselem.“
V roce 2009 působila jako zastupitelka na pražském magistrátu Pavla Béma. Podala trestní oznámení ve věci zpronevěřených veřejných prostředků v tzv. Kartě Pražana Opencard: „22.12.2009 v 15:25 jsem podala trestní oznámení na neznámého pachatele z důvodného podezření na 7 trestných činů spáchaných při realizaci projektu Opencard. Podání bylo předáno specializovanému útvaru Policie ČR a zasláno na Vrchní státní zastupitelství v Praze.“

## Občanská společnost
V 90. letech stála u zrodu ICN (Centrum neziskových organizací – dnes Neziskovky.cz). Do roku 1999 zde byla výkonnou ředitelkou.

## Podnikatelské a obchodní aktivity
Jana Ryšlinková se vedle matematiky a politiky od 90. let věnuje paralelně také byznysu. Je členkou Britské obchodní komory v ČR, Americké obchodní komory v ČR, klubu Rotary International a dalších. Od roku 1999 do 2013 byla děkankou US Business School Praha, pobočky University of Pittsburgh, která zve špičkové profesory z celého světa a zajišťuje kvalitní ekonomické vzdělání pro jednotlivce i firmy v oblasti managementu.
Od roku 2010 se spolu s Milanem Ganikem angažuje ve společnostech Nupharo Park, a.s., Nupharo Holding, a.s., Nupharo Services, s.r.o. a Nadační fond Nupharo. Cílem projektu byla výstavba a provozování technologického parku v severočeské obci Libouchec. Projekt dostal dotaci ve výši 300 mil. Kč z Operačního programu Podnikání a inovace. V srpnu 2016 na sebe společnost Nupharo Park, a.s. podala insolvenční návrh, když ke dni návrh má společnost splatné závazky ve výši 431 mil. Kč a generuje provozní ztrátu. Samotný technologický park není zcela dokončen a je obsazen z cca 40%.
S Milanem Gánikem také podniká ve společnosti CPP Development,a.s. (dříve Central Park Praha Development, s.r.o.), známé svým nepříliš úspěšným projektem Central Park Praha.